# Verfassung Korsikas 1755
1755 schrieb Pasquale Paoli eine Verfassung für Korsika. Es handelt sich dabei um eine Mischverfassung nach antikem Vorbild mit demokratischen Elementen, die sich auch aus regionalen Traditionen Korsikas speisten. Sie ist damit die erste moderne Verfassung weltweit. Die Verfassung war auf Italienisch geschrieben.
Die Verfassung setzt die Idee der Gewaltenteilung um. An der Spitze des Staates steht der General, der die Exekutive leitet. Er hat den Oberbefehl über die Armee, leitet den Ministerrat und ist gegenüber dem Parlament (der Dietà Generale) Rechenschaft schuldig.
Die Dietà Generale wird vom Volk (Männer ab 25 Jahren) in direkter Wahl gewählt. Sie beschließt Gesetze und wählt die Präsidenten und Räte für den Staatsrat, der die Regierung bildet und sich aus drei Kammern für Politik, Krieg und Finanzen zusammensetzt. Die Judikative wird gebildet vom Obersten Gericht, dessen Mitglieder vom Staatsrat gewählt werden, sowie von den Gemeindegerichten, deren Richter durch Wahl von den Bürgern bestimmt werden.